# Братья Черви

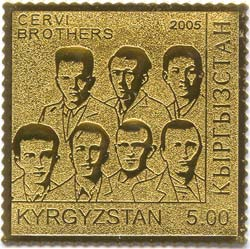
Почтовая марка Киргизии с изображением братьев Черви

Братья Черви (итал. Fratelli Cervi) — семеро сыновей итальянских фермеров Альчидо Черви (итал. Alcide Cervi) и Женевьевы Коккони (итал. Genevieve Cocconi), семьи итальянских патриотов во время Второй мировой войны: Джелиндо (итал. Gelindo; род. 1901), Антенори (итал. Antenore; род. 1906), Альдо (итал. Aldo; род. 1909), Фердинандо (итал. Ferdinando; род. 1911), Агостино (итал. Agostino; род. 1916), Овидио (итал. Ovidio; род. 1918) и Этторе (итал. Ettore; 1921).
Все родились в Кампеджине (регион Реджо-нель-Эмилия).

## Подвиг
Воспитанные в многодетной крестьянской семье, с началом Второй мировой войны сыновья приняли активное участие в итальянском движении Сопротивления. Глава дома и его семеро сыновей были убежденными антифашистами, борцами с режимом Муссолини. Семья Черви укрывала и переправляла к итальянским партизанам беглых советских военнопленных (в частности, А. М. Тарасова) и пленных других стран. Кроме того, они организовали свой партизанский отряд.
Были схвачены вместе с группой беглецов 25 ноября 1943 года после короткого боя с окружившими дом жандармами и 28 декабря расстреляны в Реджо-нель-Эмилия.
По версии бывшего партизана А. М. Тарасова, «27 декабря партизаны привели в исполнение смертный приговор над секретарем фашистской партии. Собравшись у гроба убитого, фашисты поклялись отплатить „Десять за одного!“ — кричали они. Стали читать списки заключенных, и кто-то из фашистов подсказал: „Расстрелять братьев Черви“. Под утро братьев не стало».

## Память

Итальянская медаль выпущенная к тридцатилетию движения Сопротивления, с изображением Ф. А. Полетаева и Альчиде Черви

За свой подвиг братья Черви посмертно награждены серебряной медалью «За воинскую доблесть». В честь их фамилии Черви названы многие улицы городов Италии. В их честь также названа школа в Колленьо.
Отец Альчидо Черви (1875—1970), арестованный вместе с сыновьями, остался жив. При авианалёте часть тюрьмы оказалась разрушенной, и он выбрался на свободу. Позднее он написал книгу «Мои семь сыновей» с воспоминаниями об этих событиях. В 1956 году он посетил СССР. В 1965 году Указом Президиума Верховного Совета СССР «за мужество и отвагу, проявленные при спасении советских военнопленных, и оказанную им помощь в период Второй мировой войны» награждён орденом Отечественной войны I степени.
В доме Черви открыт музей, посвящённый героической семье.

## В искусстве
Братьям Черви посвящены многочисленные итальянские песни:
- Compagni Fratelli Cervi
- Sette fratelli (Mercanti di Liquore[итал.] и Марко Паолини[англ.])
- La pianura dei sette fratelli Гэнг[итал.] (записано Modena City Ramblers[англ.] в альбоме Appunti partigiani[итал.][4])
- Campi Rossi Casa del Vento[итал.]
- Papà Cervi raggiunge i sette figli Eugenio Bargagli

В 1958 году Элио Петри снял короткометражный документальный фильм «Семеро крестьян», в котором о погибших братьях рассказал их отец Альчидо.
В 1968 году вышел драматический фильм «Семь братьев Черви» режиссёра Джанни Пуччини.

## Оценки и мнения
Бывший партизан А. М. Тарасов:

[старший брат Альдо Черви] …думал о той Италии, которая, наконец, вздохнет свободно и даст счастье миллионам тружеников. И вот ради этого, ради естественного желания жить по-человечески люди пошли на лишения, голод и смерть. Ради этого здесь, высоко в горах находился партизанский отряд эмилийских крестьян братьев Черви.

Отец Альчидо Черви:

Узнав о смерти моих сыновей, я сказал: «После одного урожая приходит другой. Но урожай не приходит сам по себе. Чтобы он не пропал, нужен уход, нужно много трудиться. Я вырастил семерых, теперь надо поставить на ноги одиннадцать внуков. Каждый из них должен встать на место отца. Все надо было начинать сначала…»

Из представления к награде:

Семь братьев, первыми среди лучших, сформировали отряд, укреплённый кровными узами и верой в возрождение Италии, и начали вооружённую борьбу против фашистов. Их дом, который служил убежищем всем преследуемым и оплотом политического и военного сопротивления врагу, был атакован и сожжён, и после упорной обороны, семь братьев, исчерпав все свои возможности к сопротивлению, были взяты в плен, их пытали и зверски убили. Горячая вера, которая объединила их в жизни и в смерти, сделала их символом бессмертной любви к родине и героического самопожертвования.
Реджо-нель-Эмилия, 28 декабря 1943
Оригинальный текст (итал.)Appartenente ad una schiera di sette fratelli, che primi tra i primi, formando una squadra cementata dai vincoli del sangue e della fede nella rinascita d'Italia, iniziava l'impari lotta armata contro i nazifascisti. La sua casa, che fu asilo ai perseguitati politici e militari e fucina di ogni trama contro il nemico oppressore, veniva attaccata e incendiata e, dopo strenua difesa, i sette fratelli ridotti all'estremo limite di ogni resistenza venivano catturati, torturati e barbaramente trucidati. La fede ardente che li ha uniti in vita ed in morte ed il sacrificio affrontato con eroica, suprema fierezza, fanno di essi il simbolo imperituro di quanto possano l'amore di Patria e lo spirito di sacrificio.

Reggio Emilia 28 dicembre 1943.